# Herb gminy Celestynów
Herb gminy Celestynów – jeden z symboli gminy Celestynów, ustanowiony 24 kwietnia 1998.

## Wygląd i symbolika
Herb przedstawia na tarczy w polu błękitnym dwie skrzyżowane gałązki dębowe z żołędziami barwy złotej oraz krzyżem kawalerskim. Gałązki nawiązują do lokalnych lasów dębowych, krzyż do akcji w Celestynowie z 1943, natomiast niebieskie pole odwołuje się do postaci Celestyna Polakiewicza.